# Мићовић
Мићовић је српско презиме које је карактеристично за пределе где се говори источно-херцеговачким и зетско-санџачким наречјем, углавном у Црној Гори и Херцеговини а долази од претка који се звао „Мићо“'. У осталим крајевима се каже „Мића“, па презиме које се изводи из таквог имена је „Мићић“.
- Мићовићи из Бањана, код Никшића[1][2]
- Мићовићи из Шипачна, код Никшића
- Мићовићи из Васојевића
- Мићовићи из Поповог поља у Херцеговини
- Мићовићи из Колашина у Црној Гори
- Мићовићи из Србије, који су доласком из Црне Горе променили презиме у Мићовић